# Mosca del vinagre

La mosca del vinagre o mosca de la fruita (Drosophila melanogaster, literalment "amant de la rosada de ventre negre") és una espècie dípter braquícer de la família dels drosofílids. S'usa sovint en experimentació genètica, atès que aproximadament el 61% dels gens de malalties humanes que es coneixen tenen una contrapartida identificable en el genoma de les mosques de la fruita, i el 50% de les seqüències proteiques de la mosca té anàlegs en els mamífers.

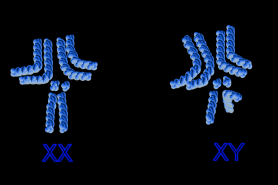
Cromosomes de D. melanogaster.

Per a propòsits d'investigació, fàcilment poden reemplaçar els humans. Proliferen ràpidament, de manera que moltes generacions poden ser estudiades en un curt temps, i ja es coneix el mapa complet del seu genoma. Va ser adoptada com a animal d'experimentació genètica per Thomas Hunt Morgan a principis del segle xx. Els seus 165 MB de genoma (1 MB = 1 milió de parells de bases) van ser publicats en març de l'any 2000 gràcies al consorci públic i la companyia Celera Genomics i contenen vora 13.600 gens.

## Biologia i Ecologia
Malgrat el seu ús en laboratoris, aquesta mosca es troba sovint a prop de les persones i pot proliferar preferentment sobre fruita madura o en descomposició inicial, i sobre líquids ensucrats o alcohòlics.

## Desenvolupament

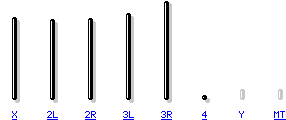
Cromosomes de la D. melanogaster.

Cromosomes sexuals (X Y) de la drosophila

D'una cèl·lula en deriven cèl·lules filles que generen una possible asimetria. Presenta una asimetria inicial en la distribució dels seus components citoplasmàtics que dona lloc a les seves diferències de desenvolupament. En l'oogènesi es generen cèl·lules fol·liculars, cèl·lules nodrizas i l'oòcit.
La mosca del vinagre, a 29 °C, arriba a viure 30 dies; i d'ou a adult 7 dies.
El desenvolupament primerenc determina la formació d'eixos.
El primordi desenvolupa diferències en els eixos: anteroposterior, dorsoventral.
Una successió de fets derivats de l'asimetria inicial del zigot es tradueix en el control de l'expressió gènica de forma que les regions diferents de l'ou adquireixen diferents propietats. Això pot passar per la diferent localització dels factors de transcripció i traducció en l'ou o pel control diferencial de les activitats d'aquests factors.
Després continua una altra etapa en la qual es determinen les identitats de les parts de l'embrió: es defineixen regions de les quals deriven parts concretes del cos.
Els gens que regulen el procés codifiquen reguladors de la transcripció i actuen uns sobre els altres de forma jeràrquica i a més també actuen sobre altres gens que són els que veritablement s'encarreguen de l'establiment d'aquest patró (actuen en cascada).
També s'han de tindre en compte les interaccions cèl·lula-cèl·lula puix que defineixen les fronteres entre els grups cel·lulars.

### Estructura d'un segment
Hi ha 3 grups de gens en funció dels seus efectes sobre l'estructura d'un segment:
- Gens materns: expressats per la mare en l'oogènesi. Actuen durant o després de la maduració de l'oòcit. Un exemple és el gen bicoid.
- Gens de segmentació: s'expressen després de la fertilització. S'encarreguen del número i polaritat dels segments (hi ha 3 grups que actuen seqüencialment per definir les parts de l'embrió).
- Gens homeòtics: controlen la identitat dels segments (no el número, ni la polaritat o la mida).

### Etapes del desenvolupament
La següent etapa del desenvolupament depèn dels gens que s'expressen en la mosca mare. Aquests gens s'expressen abans de la fertilització. Poden dividir-se en:
- Gens somàtics materns: s'expressen en cèl·lules somàtiques = cèl·lules fol·liculars.
- Gens de línia germinal materna: poden actuar tant en cèl·lules nodrizas com en l'oòcit.

Existeixen quatre grups de gens que intervenen en el desenvolupament de les diferents parts de l'embrió. Cada grup s'organitza en una via diferent que presenta un ordre concret d'actuació.
Cada via s'inicia amb fets que tenen lloc fora de l'ou, el que dona com a resultat la localització d'un senyal dins d'aquest. Aquests senyals (són proteïnes que reben el nom de morfògens) es distribueixen de forma asimètrica per complir funcions diferents.
De l'eix antero-posterior s'encarreguen 3 sistemes i del dorso-ventral se n'encarrega un:
- Sistema Anterior: responsable del desenvolupament de cap i tòrax. Requereixen productes de la línia germinal materna per situar al producte del gen bicoid en l'extrem anterior de l'ou.
- Sistema Posterior: responsable dels segments de l'abdomen. Molts productes intervenen en la localització del producte del gen nanos, que inhibeix l'expressió de hunchback en l'abdomen.
- Sistema Terminal: desenvolupament d'estructures dels extrems no segmentats de l'ou. Depèn dels gens somàtics materns (activen el receptor codificat per tors).
- Sistema Dorso-ventral: s'inicia per un senyal des d'una cèl·lula fol·licular de la cara ventral de l'ou i es transmet a través del receptor codificat pel gen Toll. Això produeix la generació d'un gradient d'activació del factor de transcripció produït pel gen Dorsal.

Tots els components dels quatre sistemes són materns pel que els sistemes que estableixen el patró inicial depenen de successos anteriors a la fertilització.

### Desenvolupament Dorso-Ventral
Existeix una complexa interrelació entre oòcit i cèl·lules fol·liculars (gens de l'oòcit són necessaris per al desenvolupament de cèl·lules fol·liculars i senyals d'aquestes, transmeses a l'oòcit, provoquen el desenvolupament d'estructures ventrals).
Una altra via s'encarrega del desenvolupament dorsal durant el creixement de l'ou.
Els sistemes funcionen per l'activació d'una interacció ligando-receptor que desencadena una via de transducció.
El procés depèn, en el seu inici, del gen Gurken (que actua també en diferenciació antero-posterior). El mRNA de Gurken se situa en la cara posterior de l'oòcit fent que les cèl·lules fol·liculars adjacents es diferenciïn en cèl·lules posteriors. Aquestes cèl·lules tornen un senyal que desencadena la producció d'una xarxa de microtúbuls que és necessària per a la polaritat.
La polaritat dorsoventral s'estableix quan gurken arriba a la cara dorsal de l'oòcit (depèn de l'expressió d'uns quants gens més).
El producte de Gurken actua com ligando interaccionant amb el receptor (producte del gen Torpedo) d'una cèl·lula fol·licular.
L'activació d'aquest receptor desencadena una via de senyalització en la qual l'efecte final és l'impediment que es desenvolupi la cara ventral en la dorsal (es produeix un canvi en les propietats de les cèl·lules fol·liculars d'aquesta cara).
El desenvolupament d'estructures ventrals requereix gens materns que estableixen l'eix dorso-ventral.
El sistema dorsal és necessari per al desenvolupament d'estructures ventrals (com mesoderma i ectoderma). Mutacions en ell, impedeixen el desenvolupament ventral.
La via del desenvolupament ventral, també s'inicia en les cèl·lules fol·liculars i acaba en l'oòcit. En les cèl·lules fol·liculars es produeixen una sèrie de senyals que acaben generant un ligando per al receptor (producte del gen Toll = primer component de la via, que actua dins de l'oòcit).
Toll és el gen crucial en el transport del senyal a l'interior de l'oòcit.
La resta de components del grup dorsal codifiquen productes que, o regulen o són necessaris per l'acció del Toll. Toll és una proteïna transmembranal (homòloga al receptor de la interleuquina 1).
La unió del seu ligando al receptor Toll, activa la via que determina el desenvolupament ventral. La distribució del producte d'aquest gen és molt variable, però només indueix la formació d'estructures ventrals en llocs adequats (sembla que només s'expressa producte actiu en certes regions).
Rere la unió del ligando, el receptor Toll s'activa en la cara ventral de l'embrió. Aquesta activació desencadena en una sèrie de processos en els quals intervenen els productes d'altres gens i que acaba en la fosforilació del producte del gen cactus que és el regulador final del factor de transcripció del gen Dorsal.
En el citoplasma hi ha un complex cactus-dorsal inactiu però que al fosforilar-se, cactus allibera a la proteïna dorsal, que entra en el nucli.
L'activació del toll porta a l'activació del dorsal.

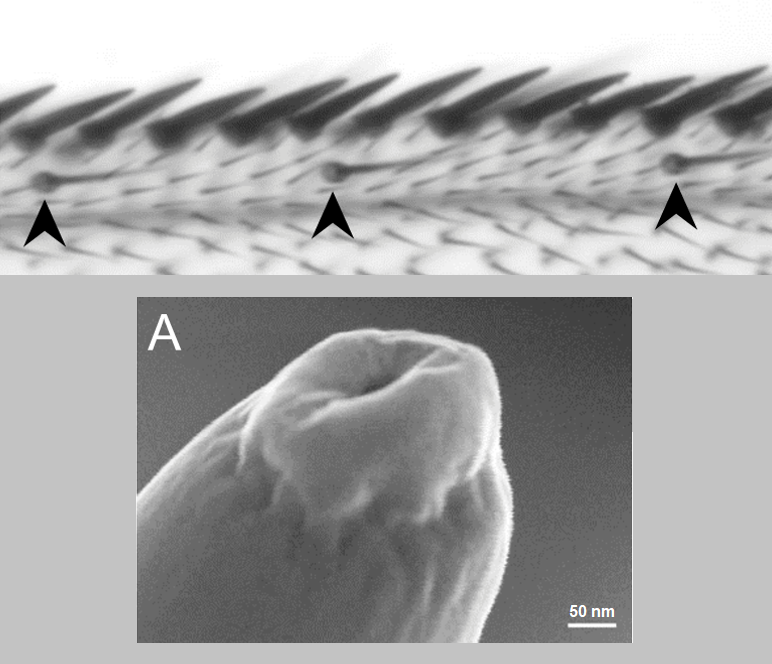
Sensílies quimioreceptores de l'ala d'un D. melanogaster. Extrem del pèl sensorial receptor de feromona (sota un microscopi electrònic de rastreig).

S'estableix un gradient de proteïna dorsal en el nucli que va del costat dorsal al ventral en l'embrió. En la cara ventral, la proteïna dorsal s'allibera cap al nucli però en la dorsal, es queda en el citoplasma.
La proteïna dorsal activa als gens Twist i Snail (necessaris per al desenvolupament d'estructures ventrals) i inhibeix als gens Decapentaplegic i Zerknullt (necessaris per al desenvolupament d'estructures dorsals).
La interacció inicial entre gurken i torpedo porta a la repressió de l'activitat de spatzle a la cara dorsal de l'embrió (ligando de toll).
La proteïna dorsal, situada en el nucli, inhibeix l'expressió de dpp. D'aquesta manera, les estructures ventrals es formen segons un gradient nuclear de la proteïna dorsal i les estructures dorsals segons un gradient de la proteïna dpp.
- En l'eix dorso-ventral hi ha tres bandes bastant pròximes que defineixen les regions en les quals es formen: mesoderma, ectoderma i ectoderma dorsal (ordenades de ventral a dorsal).

## Aparença física

Femella (esquerra) i mascle (dreta) D. melanogaster

Les mosques de la fruita de tipus salvatge, són molt petites, de color groc-marró, amb ulls de color vermell maó i anells negres transversals a l'abdomen. El color vermell maó dels ulls de la mosca salvatge es deu a dos pigments: la xantomatina, que és marró i deriva del triptòfan, i les drosopterines, que són vermelles i es deriven del trifosfat de guanosina. Exhibeixen dimorfisme sexual ; les femelles fan uns 2.5 mm (0.10 in) de llarg (contra els 5 a 8 mm de llarg de la mosca comuna), els mascles són una mica més petits amb l'esquena més fosca. Els mascles es distingeixen fàcilment de les femelles en funció de les diferències de color, amb una marcada taca negra a l'abdomen, menys notable en les mosques recentment emergides, i les cretes sexuals (una fila de truges fosques al tars de la primera cama). A més, els mascles tenen un cúmul de pèls punxeguts (claspers) que envolten les parts de reproducció que s'utilitzen per unir-se a la femella durant l'aparellament. A FlyBase es troben imatges àmplies. Les mosques Drosophila melanogaster poden detectar corrents d'aire amb els pèls a l'esquena. Els seus ulls són sensibles a lleugeres diferències en la intensitat de la llum i volaran instintivament quan es detecti una ombra o un altre moviment.

## Cicle de vida i reproducció

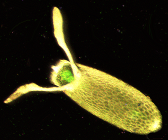
Ou de D. melanogaster

En condicions de creixement òptimes als 25 °C (77 °F), la vida útil de D. melanogaster és d'uns 50 dies des de l'ou fins a la mort. El període de desenvolupament de D. melanogaster varia amb la temperatura, com passa amb moltes espècies ectotèrmiques. El temps de desenvolupament més curt (ou a adult), 7 dies, s'aconsegueix als 28 °C (82 °F). Els temps de desenvolupament s'incrementa a temperatures més altes (11 dies a 30 °C o 86 °F) a causa de l'estrès tèrmic. En condicions ideals, el temps de desenvolupament a les 25 °C (77 °F) és de 8,5 dies, a 18 °C (64 °F) triga 19 dies i als 12 °C (54 °F) triga més de 50 dies. En condicions de sobrepoblació, el temps de desenvolupament augmenta, i les mosques que naixen són més petites. Les femelles ponen uns 400 ous (embrions), uns cinc a la vegada, en fruites podrides o altres materials adequats, com ara bolets en descomposició i fluxos de saba. Drosophila melanogaster és un insecte holometabolic, per la qual cosa experimenta una metamorfosi completa. El seu cicle vital es divideix en 4 etapes: embrió, larva, pupa i adult. Els ous, que tenen uns 0,5 mm de llarg, es desclouen després de 12-15 hores (a les 25 °C o 77 °F). Les larves resultants creixen durant uns 4 dies (a 25 °C) mentre canvien dues vegades (en larves de segon i tercer estadi), aproximadament 24 i 48 h després de l'eclosió. Durant aquest temps, s'alimenten dels microorganismes que descomponen el fruit, així com del sucre del mateix fruit. La mare posa excrements als sacs d'ou per establir la mateixa composició microbiana a les entranyes de les larves que ha funcionat positivament per a ella mateixa. A continuació, les larves s'encapsulen al pupari i pateixen una metamorfosi de 4 dies (a 25 anys). °C), després del qual els adults emergeixen.

## Genoma

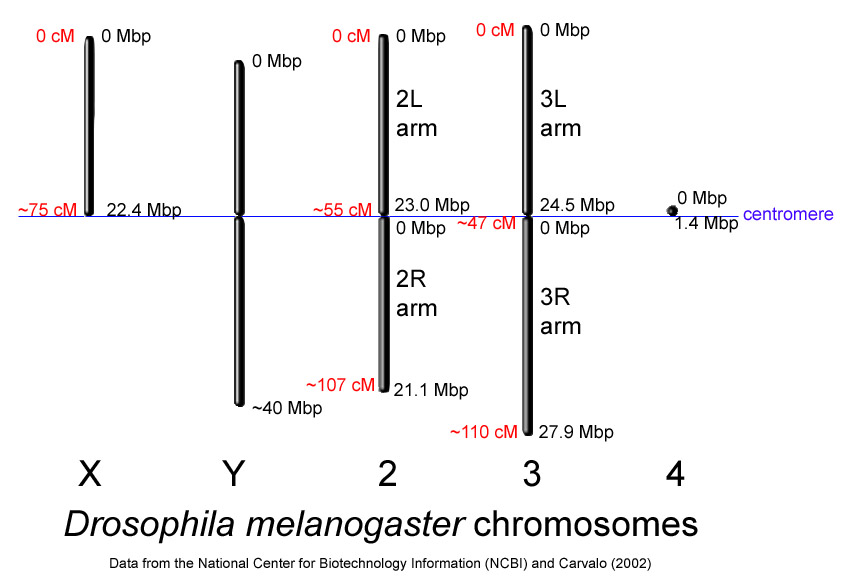
Cromosomes en escala de D. melanogaster, amb referències en parells de megabases orientats, en National Center for Biotechnology Information database. Las distàncies en centimorgan són aproximades i estimada de les locacions de seleccionats loci mapejats

El genoma de D. melanogaster (seqüenciat el 2000, i curat en el FlyBase database) conté quatre parells de cromosomes: un parell X/Y, i tres autosomes assenyalats com a 2, 3, 4. El quart cromosoma és tan petit que a vegades s'ignora, excepte l'important gen sense ulls. El genoma seqüenciat de D. melanogaster de 139,5 milions de parells de bases conté aproximadament 15.016 gens. Més del 60% del seu genoma és funcional en codificar DNA no codificador de proteïnes involucrats en el control de l'expressió gènica. La determinació de sexe en Drosophila es produeix per la relació de cromosomes X a autosomes, no és degut a la presència d'un cromosoma Y com passa en la determinació de sexe en humans. Encara que el cromosoma Y és totalment heterocromatina, conté almenys 16 gens, molts dels quals compleixen funcions relatives al sexe masculí.

### Similitud amb humans
Prop del 75% de gens humans vinculats amb malalties, tenen el seu homòleg en el genoma de la mosca del vinagre, i el 50% de les seqüències de proteïnas de la mosca té el seu homòleg en mamífers. Existeix una Base de Dades en línia, anomenada Homophila està disponible per estudis de malalties genètiques humanes homòlogues en mosques i viceversa. La Drosophila segueix sent utilitzada extensament com a model genètic per diverses malalties humanes incloent a trastorns neurodegeneratius Parkinson, Huntington, atàxia espinocerebelosa i Alzheimer. Aquesta mosca també s'utilitza en estudis de mecanismes de l'Envelliment humà, sistema immunitari, diabetis, càncer i droga.